# Andreas Settje
Andreas Settje (* 1960) ist ein deutscher Chirurg. Für sein Engagement in Nepal erhielt er das Bundesverdienstkreuz.

## Leben
Settje studierte Medizin in Hannover und Göttingen.
Er startete seine medizinische Laufbahn mit einer Ausbildung im damaligen Kreiskrankenhaus Westerstede (Ammerlandklinik) von 1987 bis 1991. Er wechselte 1996 zum Evangelischen Krankenhaus in Oldenburg, wo er seine Fachausbildung zum Hand- und Plastischen Chirurgen fortsetzte und für diesen Fachbereich bis 1999 Oberarzt war. Seine Kenntnisse und Fähigkeiten vertiefte er durch eine Reihe von Fortbildungen in renommierten deutschen Einrichtungen sowie durch Studienaufenthalte in den USA und der Schweiz.
Settje ist verheiratet und hat zwei Kinder. Seine Frau ist gelernte Krankenschwester. Bis zu seinem Umzug nach Nepal 1991 lebte er in Helle. Nach seinem Aufenthalt in Nepal kehrte er 2008 mit seiner Familie nach Bad Zwischenahn zurück. Er zog nach Aschhauserfeld und eröffnete mit zwei Kollegen eine Praxis für Hand- und Plastische Chirurgie in Oldenburg. In dieser ist er bis heute (Stand 2023) tätig.

## Wirken
Im September 1999 ging Settje mit seiner Familie für ursprünglich geplant vier Jahre nach Nepal. Sein Aufenthalt wurde zunächst um zwei Jahre verlängert. Dort übernahm er die Leitung des 13 Betten großen Hospitals für plastische und wiederherstellende Chirurgie namens Sushma Koirala Memorial. Das Hospital liegt im von Kathmandu 20 Kilometer entfernten Dorf namens Salambutar. Es wurde 1997 durch die Hilfsorganisation Interplast und dem nepalesischen Sushma Koirala Memorial Trust errichtet. Der Sushma Koirala Memorial Trust wurde von dem damaligen Premier des Landes eingerichtet, nachdem seine Frau Sushma Koirala an schweren Verbrennungen aufgrund einer Kerosinexplosion verstarb. Die Menschen in Nepal kochen traditionell am offenen Feuer oder mit veralteten Kerosinbrennern, was bei Unfällen zu schlimmen Verbrennungen führen kann. Diese Lebensweise führt zu vielen hilfsbedürftigen Betroffenen, meistens Frauen und Kinder. Das Hospital spezialisierte sich auf deren Behandlung. Zu Beginn wurden im Hospital jährlich 350 Operationen durchgeführt. Im Jahr 2000 konnte Settje etwa 40 bis 70 große Operationen pro Monat durchführen.
Nach mehreren Stern-TV-Sendungen seit dem Jahr 2000 erlangte seine Tätigkeit immer mehr öffentliche Aufmerksamkeit und die eingehenden Spenden stiegen. Bis 2001 kamen ca. 1,3 Mio. DM zusammen. Diese halfen die bauliche Erweiterung zu einer großen Spezialklinik zu finanzieren. Unter anderem wurde eine Zahnarztpraxis angegliedert. In der Spezialklinik wurden bis 2004 jährlich über 1500 Operationen durchgeführt. 2005 umfasste das Hospital bereits 50 Betten, fünf nepalesische Ärzte und 60 Mitarbeitende. Es werden fast 2.000 Operationen pro Jahr durchgeführt. Zudem wird einheimisches medizinisches Fachpersonal ausgebildet. Mit Auslaufen der Entwicklungshilfe beendete Settje nach fast neun Jahren die Leitung des Hospitals in Nepal Ende 2007. Sein Engagement in Nepal führte er zunächst als Mitglied von Kinderberg International e.V. fort. Mit seinen ausgewählten Fotografien aus Nepal stellte er u. a. mit dem Titel Zehn Jahre Entwicklungsarbeit in Nepal – Fotografien von Dr. Andreas Settje oder als Diavortrag die Entwicklungshilfe in Nepal vor. Damit erreichte er weitere Aufmerksamkeit und konnte zusätzliche Spendengelder sammeln. Im Jahr 2009 erhielt der Kinderberg International e.V. den Marion-Dönhoff-Preis für internationale Verständigung für den Einsatz des Vereins in Krisen- und Kriegsregionen wie beispielsweise Nepal.
Zudem förderte Settje den Aufbau und die Erweiterung einer Schuleinrichtung in Salambutar.
Stern TV dokumentierte u. a. das Schicksal von Man Maya. Diese erlitt im Alter von drei Jahren durch einen explodierten alten Kerosinbrenner schlimmste Verbrennungen. Settje gründete im Oktober 2010 den gemeinnützigen Verein Man Maya Med e.V. Der Verein unterstützt sowohl das Hospital als auch die Schule in Salambutar, versorgt bedürftige Patienten und Patientinnen, bildet nepalesische Fachkräfte aus und unterhält ein Frauenhaus, das 2006 errichtet wurde. Zudem unterstützt der Verein die medizinische Hilfe und Beratung, sowie den Bau von Lehmöfen. Stern TV berichtete auch über die Arbeit des Vereins.
Nach den schweren Erdbeben in Nepal 2015 ging er in den Notfalleinsatz um Erdbebenopfer in der Region zu behandeln.
Für sein Engagement in Nepal übergab Landrätin Karin Harms (parteilos) ihm im Rhododendronpark von Gristede 2023 das Bundesverdienstkreuz.

## Ehrungen
- 2023[7]: Bundesverdienstkreuz für sein Engagement in Nepal[1]